# Рали Дакар 2013
Рали Дакар 2013 е тридесет и четвъртото издание на Рали Дакар. Провежда се от 5 до 19 януари 2013 г. и за пети път в историята се състои в Южна Америка, преминавайки през територията на Аржентина, Чили и Перу.
Състезанието започва в Лима, Перу на 5 януари и завършва в Сантяго, Чили на 19 януари след четиринадесет етапа. В ралито, което обхваща общо разстояние от над 8500 километра, стартират 448 превозни средства в четири състезателни класа. Категорията мотоциклети е спечелена за пети път от френския състезател Сирил Депре; Маркос Патронели взе втората си победа в категорията с ATV, карайки „Ямаха“; Стефан Петерханзел печели единадесетата си победа в автомобилната категория на Рали Дакар заедно с навигатора Жан-Пол Котре зад волана на Mini; и Едуард Николаев печели титлата в категорията на камионите с КАМАЗ.